# Меклуфи, Рашид
Раши́д Меклуфи́ (араб. رشيد مخلوفي‎, фр. Rachid Mekhloufi; 12 августа 1936, Сетиф — 8 ноября 2024, Курбевуа) — французский и алжирский футболист, выступавший на позиции полузащитника за сборную Алжира и Франции, а также за ряд клубов. По завершении игровой карьеры — футбольный тренер.

## Клубная карьера
Начал карьеру футболиста на родине за клуб «УМС Салеф». В 1954 году футболиста заметили скауты французского «Сент-Этьен», в котором Меклуфи провёл четыре сезона, приняв участие в 102 матчах чемпионата. Большую часть времени, проведённого в составе «Сент-Этьена», был основным игроком команды и одним из главных бомбардиров команды, имея среднюю результативность на уровне 0,58 гола за игру первенства. В сезоне 1956/57 он забил 25 голов и помог команде стать чемпионом Франции.
14 апреля 1958 года Рашид Меклуфи отправился в Тунис, где присоединился к новообразованной футбольной сборной Фронта национального освобождения Алжира, в которую вошли многие алжирские футболисты из чемпионата Франции, которые поддерживали движение за независимость Алжира.
В 1962 году Алжирская война завершилась созданием независимого Алжира и команда была расформирована. После этого Меклуфи не мог сразу вернуться к Франции, поэтому в сезоне 1961/62 защищал цвета швейцарского клуба «Серветт», с которым стал чемпионом Швейцарии.
После этого Меклуфи вернулся в «Сент-Этьен». На этот раз сыграл за этот клуб следующие шесть сезонов своей игровой карьеры, выиграв за это время три чемпионских титула, причём в сезоне 1967/68 забил оба гола в победном финале Кубка Франции. Рашид помог клубу впервые в истории выиграть «золотой дубль».
Завершил профессиональную игровую карьеру в клубе «Бастия», за который выступал в течение 1968—1970 годов в статусе играющего тренера.

## Карьера в сборной
В 1956 году дебютировал в официальных матчах в составе национальной сборной Франции и за два года сыграл в четырёх матчах.
Во время Алжирской войны выступал за непризнанную сборную ФИФА — Фронт национального освобождения Алжира, которая проводила турне по различным странам Европы, Азии и Африки.
После провозглашения независимости Алжира стал выступать за новосозданную сборную Алжира, в составе которой провёл 10 матчей, забив 5 голов.

## Карьера тренера
После двухлетней работы играющим тренером «Бастии» в 1971 году Меклуфи возглавил сборную Алжира, с которой работал три раза (1971—1972, 1975—1979, 1982), причём во время последнего прихода руководил командой на первом для алжирцев чемпионате мира 1982 года в Испании, однако команда не вышла из группы.
В 1988—1989 годах был президентом Алжирской федерации футбола.
Умер 8 ноября 2024 года в городе Алжире в возрасте 88 лет.

## Достижения
- Чемпион Франции (4):

«Сент-Этьен»: 1956-57, 1963—1964, 1966—1967, 1967—1968.
- Обладатель Кубка Франции (1):

«Сент-Этьен»: 1967—68
- Обладатель Суперкубка Франции (3):

«Сент-Этьен»: 1957, 1967, 1968
- Чемпион Швейцарии (1):

«Серветт»: 1961—62

## Статистика выступлений

### Клубная
| Клуб             | Сезон            | Лига             | Лига | Лига | Кубок | Кубок | Континентальный | Континентальный | Другие | Другие | Итого | Итого |
| Клуб             | Сезон            | Лига             | Игры | Голы | Игры  | Голы  | Игры            | Голы            | Игры   | Голы   | Игры  | Голы  |
| ---------------- | ---------------- | ---------------- | ---- | ---- | ----- | ----- | --------------- | --------------- | ------ | ------ | ----- | ----- |
| Сент-Этьен       | 1954/55          | Лига 1           | 16   | 9    | 6     | 4     | —               | —               | —      | —      | 22    | 13    |
| Сент-Этьен       | 1955/56          | Лига 1           | 31   | 21   | 4     | 0     | —               | —               | —      | —      | 35    | 21    |
| Сент-Этьен       | 1956/57          | Лига 1           | 30   | 25   | 2     | 1     | —               | —               | —      | —      | 32    | 26    |
| Сент-Этьен       | 1957/58          | Лига 1           | 25   | 4    | 2     | 0     | 2               | 1               | —      | —      | 29    | 5     |
| Сент-Этьен       | Итого            | Итого            | 102  | 59   | 14    | 5     | 2               | 1               | —      | —      | 118   | 65    |
| Серветт          | 1961/62          | Суперлига        | 19   | 13   | 0     | 0     | 3               | 2               | —      | —      | 22    | 15    |
| Серветт          | Итого            | Итого            | 19   | 13   | 0     | 0     | 3               | 2               | —      | —      | 22    | 15    |
| Сент-Этьен       | 1962/63          | Лига 2           | 20   | 14   | 4     | 0     | —               | —               | —      | —      | 24    | 14    |
| Сент-Этьен       | 1963-64          | Лига 1           | 34   | 16   | 1     | 0     | —               | —               | —      | —      | 35    | 16    |
| Сент-Этьен       | 1962/63          | Лига 1           | 32   | 8    | 5     | 0     | 2               | 1               | —      | —      | 39    | 9     |
| Сент-Этьен       | 1965/66          | Лига 1           | 38   | 21   | 1     | 1     | —               | —               | —      | —      | 39    | 22    |
| Сент-Этьен       | 196/67           | Лига 1           | 38   | 12   | 2     | 1     | —               | —               | 1      | 1      | 41    | 14    |
| Сент-Этьен       | 1967/68          | Лига 1           | 30   | 7    | 5     | 5     | 4               | 0               | —      | —      | 39    | 12    |
| Сент-Этьен       | Итого            | Итого            | 192  | 78   | 18    | 7     | 6               | 1               | 1      | 1      | 217   | 87    |
| Бастия           | 1968-69          | Лига 1           | 33   | 13   | 1     | 0     | —               | —               | —      | —      | 34    | 13    |
| Бастия           | 1969/70          | Лига 1           | 34   | 7    | 9     | 2     | —               | —               | —      | —      | 43    | 9     |
| Бастия           | Итого            | Итого            | 67   | 20   | 10    | 2     | —               | —               | —      | —      | 77    | 22    |
| Всего за карьеру | Всего за карьеру | Всего за карьеру | 380  | 170  | 42    | 14    | 11              | 4               | 1      | 1      | 434   | 189   |

1. ↑  Включает в себя кубок Франции и чемпионат Швейцарии
2. 1 2 3 4  Лига чемпионов УЕФА
3. ↑  Суперкубок Франции

### В сборной
| Матчи и голы Рашида Меклуфи за сборную Алжира | Матчи и голы Рашида Меклуфи за сборную Алжира | Матчи и голы Рашида Меклуфи за сборную Алжира | Матчи и голы Рашида Меклуфи за сборную Алжира | Матчи и голы Рашида Меклуфи за сборную Алжира | Матчи и голы Рашида Меклуфи за сборную Алжира | Матчи и голы Рашида Меклуфи за сборную Алжира |
| №                                             | Дата                                          | Место проведения                              | Соперник                                      | Счёт                                          | Голы                                          | Соревнование                                  |
| --------------------------------------------- | --------------------------------------------- | --------------------------------------------- | --------------------------------------------- | --------------------------------------------- | --------------------------------------------- | --------------------------------------------- |
| 1                                             | 28 февраля 1963                               | Оран, Алжир                                   | Чехословакия                                  | 4:0                                           | 2:0                                           | товарищ.                                      |
| 2                                             | 5 июля 1963                                   | 20 августа 1995, Алжир                        | Египет                                        | 1:1                                           | 1:1                                           | товарищ.                                      |
| 3                                             | 7 июля 1963                                   | Оран, Алжир                                   | Египет                                        | 2:2                                           | 1:1                                           | товарищ.                                      |
| 3                                             | 22 марта 1963                                 | Александрия, Египет                           | Египет                                        | 2:2                                           | 1:2                                           | товарищ.                                      |